# めちゃ×2モテたいッ!
『めちゃ2モテたいッ!』（めちゃめちゃモテたいッ!）は、1995年10月28日から1996年9月28日までフジテレビ系列局で放送されていたフジテレビ製作のバラエティ番組である。正式タイトルは『めちゃ2モテたいッ! -I wanna be POP!-』（ - アイ・ワナ・ビー・ポップ）。通称「めちゃモテ」。放送時間は毎週土曜 23:30 - 翌0:00 （日本標準時）。
おだいばZ会の番組シリーズの一つ。キャッチコピーは、「｢キスしていい？｣って言ったことのある人？」

## 概要
かつてフジテレビで放送されていたローカル深夜番組『とぶくすり』の出演メンバーが、『とぶくすりZ』『殿様のフェロモン』と断続的な変遷を経て本格的に再集結した番組である。ただし、アイドルがレギュラーに加わるなど番組のスタイルは大幅に変化した。後に『めちゃ2イケてるッ!』（以下、めちゃイケ）に改題し、ゴールデンタイムへと進出。高視聴率番組となるとともに、およそ21年半に渡る長寿番組となる。
番組は、ナインティナインたちレギュラーメンバーがレストラン「I wanna be POP!」を舞台にゲストと繰り広げるトークコーナーと、彼らが様々な企画に挑戦するバラエティコーナーによって構成されていた。Panasonic（当時の社名は松下電器産業）の一社提供番組であり、同社のハイビジョンテレビ「ヨコヅナ」などのCMにはレギュラーメンバーである武田真治と雛形あきこが出演。番組中にもPanasonic製品の宣伝をするコーナーがあった。また、提供読みは「めちゃモテはNational・Panasonicの松下電器がお送りします（しました）。」だった。なお、提供読みに番組名を入れた最初の番組でもある。
『とぶくすり』時代から番組制作予算が大幅に増えたことにより、オープニングの収録は全編バハマで行われた（ただしオープニング出演者のうち、雛形だけはスケジュールの都合で河田町にあったフジテレビの屋上にセットを組んで収録していたことが後に明かされた）。『とぶくすり』時代のよゐこのイラストとは対照的なものとなっているが、それは裏を返せば『とぶくすり』と同じことはできないことを意味しており、実際上層部からは「とぶくすり禁止令」が出されたという。
発言やそれに対する突っ込み・フォロー・補足のために用いるテロップのデザインはそれまでの『とぶくすり』では手書きだったが、本番組からは銀色の背景が付いた色付きのゴシック体となり『めちゃイケ』終了まで一貫して使われた。
2010年10月6日の『メントレG』での発言によれば、スポンサーへ提出した企画書には武田と雛形がメインMCのトーク番組と記されていた。とぶくすりシリーズで中心メンバーだったナイナイの評価が低かったことで、とぶくすりの他の出演者をレギュラーにすることは不可能だった。そのため、度々『とぶくすり』へゲスト出演していた武田が正式にレギュラーになった一方で、よゐこ・加藤・光浦が一時降板、さらに本田みずほは完全降板という形になった。番組開始時から唯一レギュラー出演していたバーテン役の山本は、企画書には「バーテン：山本」と極楽とんぼの名前を出さない形で記されていた。当時の松下電器のCMも武田と雛形のみの出演（他番組はメインがCM出演）だった。しかし、局やスポンサーの意向と反し、番組途中から加藤や光浦をレギュラーに復帰させ、トークを短縮しバラエティ企画を中心に変わっていった。さらに試験的に『とぶくすり』時代の核だったコントも数本放送された。
番組最終回当日は、最終回とは別に19:00 - 20:54に『ナインティナインの出世街道!モテさせてくれてありがとうスペシャル!!』を放送。平均視聴率は20.1%と高視聴率を記録した。その中でSMAPの中居正広を起用した「16時間日本一周」を放送し、この企画は『めちゃイケ』でも大好評企画として長く放送されている（ちなみにこの頃は中居とナイナイは『森田一義アワー 笑っていいとも!』でもレギュラー共演していた）。
俳優・お笑いタレントの大隈いちろうはこの番組のアシスタントディレクターとして有名になった。その後お笑い芸人へ転職。現在は放送作家の傍ら、映像制作会社「デフロスターズ」を設立し代表取締役として活動している。
番組は1年と、当時のPanasonic枠としては短い期間で終了した。番組スポンサーの松下電器から「矢部はすぐ人をたたく」とクレームをついたことが理由と、『めちゃイケ』や『ナインティナインのオールナイトニッポン』でナインティナインが明らかにしている。
「福岡の人気お笑いコンビ」として、当時「鶴屋華丸・亀屋大吉」として活動していた博多華丸・大吉（ナイナイとは同期にあたる）が紹介されており、これが博多華丸・大吉の芸人人生で初の全国ネット番組出演となった。後に華丸・大吉はめちゃイケの人気コーナーシンクロナイズドテイスティングに出演する。
鈴木紗理奈と江頭2:50との因縁も定番化されていった。これが『めちゃイケ』での『一言物申す』の原型となっている。
『めちゃイケ』で定番となっている加藤が忘れ去られ、ケンカコントに展開する場面はこの番組で1996年2月17日、24日に放送された「めちゃスキ！IN札幌」が最初。極楽とんぼで加藤のみが途中からの出演だったためである（ウェイター役）。
オープニングソングにはJUDY AND MARYの「RADIO」や「自転車」が使用され、番組最後のゲストにはメンバーのYUKIとTAKUYAが出演。『めちゃイケ』の初期のエンディングテーマでもJUDY AND MARYの曲「BLUE TEARS」が使用された。
『めちゃイケ』2014年5月10日・8月2日・8月9日放送分では、「めちゃ2モテないッ! -I am UNPOPular!- THE NANPA MECHAIKE BOYS RUN 2014」という企画が行われた。この企画のタイトル、OP映像が『めちゃモテ』のセルフパロディになっており、さらにトークセットも再現された。

## 出演者
「おだいばZ会」のメンバーがレギュラーを務めていた。

### メインキャスト
- ナインティナイン（岡村隆史・矢部浩之）
- 武田真治

### レギュラー
- 雛形あきこ
- 鈴木紗理奈
- 光浦靖子（オアシズ） - 1996年1月6日放送分からウェイトレス役で出演。
- 山本圭壱（極楽とんぼ） - マスター役で出演。
- 加藤浩次（極楽とんぼ） - 1996年1月20日放送分からウェイター役で出演。

### 準レギュラー
- 江頭2:50 - 「MECHASUKI!」などに出演。
- 佐野瑞樹（フジテレビアナウンサー） - 「モテたいッ!スポーツ」などの司会進行を担当。
- 内山信二 - 「ヨモギダ少年愚連隊2」「寝起き満開!」などに出演。

## 放送内容

### モテたいッ!トーク
『とぶくすり』での『うのうのだん』を引き継いだゲストとのトークコーナー。30分オールトークの回もあった。メンバーの「エーッ!」の声のあとに岡村が一言ボケて始まるのが通例であった。『めちゃイケ』ではスタジオから遊覧船の船上に場所を移して暫く継続された。
- 放送第1回目のこのコーナーで、岩城がゲスト出演した際岡村の下ネタで激怒した。その後『めちゃイケ』の『pm8』内で岩城が岡村にドッキリを引っ掛け和解した。
- クリスマスSPでは、JUDY AND MARYとクリスマスソングを歌った。
- 最終回では江頭がスタジオに乱入してスタジオを破壊し、紗理奈に一言を物申した。
- 最終回の日に放送された『中居ナイナイ日本一周』のスペシャルではめちゃモテ名場面TOP10が合間に挟まれ、トークコーナー・NG集が放送された。

主なゲスト一覧
- 岩城滉一
- 田代まさし
- シャ乱Q
- マイケル富岡
- 近藤真彦
- 唐沢寿明
- 袴田吉彦・山本太郎
- EAST END
- JUDY AND MARY・武内享
- 河相我聞
- 田原俊彦
- 高田延彦
- 阿部寛
- 小堺一機
- 松山千春
- 大鶴義丹
- 谷村新司
- 世良公則
- 萩原聖人・観月ありさ
- 赤坂泰彦
- 山崎裕太・住吉ちほ・内山信二・小嶋亜由美・中武佳奈子
- 関根勤
- 東幹久
- 横浜銀蝿
- 柳沢慎吾
- バブルガム・ブラザーズ
- 香取慎吾、草彅剛
- キャイ〜ン・よゐこ
- AD高木・内山信二・ヨモギダ君・江頭2:50

### モテたいッ!スポーツ
ナインティナインが対決形式でスポーツの様々な「モテる技」に挑戦するコーナー。
実況は、佐野瑞樹アナ。
- サッカー
- バスケットボール

ナイナイ対決で遠投シュートで、どちらが先に入るか勝負した。
- スノーボード

岡村はスノボーの経験者でジャンプ台もうまくキメていた。矢部は運動神経は良いが、ブレーキがうまくできない。
- ウェイクボード
- 岡村さんの疑惑を晴らしたい!! - バスケットボールの遠投シュートにおいて岡村が奇跡的にカメラにかぶり、そのゴールシーンが映らないというハプニングが発生。岡村は「入った!」と言い張るが誰にも信じてもらえず、めちゃモテ最終回の際、アクアシティお台場が建設される前の土地（当時は「バッテリータウン21」という仮称があった）で改めて遠投シュートを行った。その時、デモンストレーションとして矢部が挑戦したが、わずか4投目にして成功するという奇跡を起こした。岡村は374投目にしてゴールに成功し、番組を締めくくった。

『めちゃイケ』では初回放送から「イケてるッ！柔道」として小川直也をコーチに迎え、柔道に挑戦。同年12月のトーナメントをもって終了した。

### MECHASUKI!
日本テレビの深夜番組『DAISUKI!』のパロディ。「寝起き満開!」と称してのドッキリ企画もあった。
- 大阪編 - なんばグランド花月にて雛形が当時、オール阪神・巨人を知らなかったため挨拶をしに行った。
- 札幌編 - メンバー全員の雪像が作られるが、加藤だけ忘れ去られるというシチュエーションの極楽とんぼのケンカコントがここで誕生。
- 博多編 - 江頭2:50が初登場。
- サイパン編 - 罰ゲームで、加藤浩次がパラグライダーを行なった。

### 俺をこう撮れ!
岡村がプロモーションビデオのパロディの撮影に挑戦するコーナー。『めちゃイケ』の『イケてるッ!COWNTDOWNTV』に引き継がれた。
- Mr.Children、シーソーゲーム編 - 海の中で波をかぶりながら歌うシーンを、冬の海で再現。
- 氷室京介、VIRGIN BEAT編 - （クレーンの上に乗っているシーン）本人はセットで撮影した部分を実際に港で強風に煽られながら撮影。
- 郷ひろみ、逢いたくてしかたない編 - どしゃぶりの雨にうたれて歌うシーンを極寒の屋外で雨とはいえない大量の水を何度もかぶる三部作の締めに相応しい作品。

### モテたいCONTE
とぶくすりの流れを継いで、最小限の小道具を用いて展開していたミニコントコーナー。タイトルは、主に『モテたいッ！〇〇』。
めちゃイケでは、SHORT COOLとして引き継がれた。
コント作品
- モテたいッ!チューボーですよ!

### その他の企画、コーナー
- 日本一モテる男 オムタク（後に、めちゃイケにて継続されていた。）
- ヨコヤマ弁護士（岡村が放送当時オウム真理教関連のニュースに麻原彰晃の弁護人として頻繁に登場していた横山昭二に扮していた。レギュラーだった『森田一義アワー 笑っていいとも!』でも『特大号』の「ものまね歌合戦」で披露した[注 3]。）
- 目茶持学園ブラバン部
- めちゃモテ向上委員会（番組をより向上させるため問題児のメンバーに罰ゲームを執行する。『めちゃイケ』でも「めちゃイケ向上委員会」にタイトルを変えて継続した他、コーナーセットは1997年春・秋と1998年秋のスペシャルでNG集を放送する際に流用された）
- ジーコ VS めちゃモテメンバー フットサル対決 - 「とぶくすり」から続くサッカー企画。
- かとうれいこさんに謝りたい!
- コシノジュンコ'96ファッションショーに挑戦!（めちゃイケのオファーシリーズの原型）
- 矢部浩之の持ってけ100万円!!（本番組では企画の初回として放送し、2回目からはめちゃイケに移行）
- ヨモギダ少年愚連隊（本番組では「1」と「2」を前後編形式で放送し、「3」からはめちゃイケでの放送となる）
- 中居&ナイナイの日本一周（前述通り、最終回の日にゴールデン特番として始まった企画）

## テーマ曲

### オープニングテーマ
- 自転車（JUDY AND MARY、1995年10月 - 1996年3月）
- RADIO （JUDY AND MARY、1996年4月 - 9月）

### エンディングテーマ
- 恋をしようよ（武田真治、1995年10月 - 1996年3月）
- SPEED （武田真治、1996年4月 - 9月）

## ネット局
| 放送対象地域  | 放送局                                        | 系列                                         |
| ------------- | --------------------------------------------- | -------------------------------------------- |
| 関東広域圏    | フジテレビ (CX) 『めちゃ×2モテたいっ!』制作局 | フジテレビ系列                               |
| 北海道        | 北海道文化放送 (uhb)                          | フジテレビ系列                               |
| 岩手県        | 岩手めんこいテレビ (mit)                      | フジテレビ系列                               |
| 宮城県        | 仙台放送 (OX)                                 | フジテレビ系列                               |
| 秋田県        | 秋田テレビ (AKT)                              | フジテレビ系列                               |
| 山形県        | テレビユー山形（TUY）                         | TBS系列                                      |
| 福島県        | 福島テレビ (FTV)                              | フジテレビ系列                               |
| 新潟県        | 新潟総合テレビ (NST)                          | フジテレビ系列                               |
| 長野県        | 長野放送 (NBS)                                | フジテレビ系列                               |
| 静岡県        | テレビ静岡 (SUT)                              | フジテレビ系列                               |
| 中京広域圏    | 東海テレビ (THK)                              | フジテレビ系列                               |
| 富山県        | 富山テレビ (BBT)                              | フジテレビ系列                               |
| 石川県        | 石川テレビ (ITC)                              | フジテレビ系列                               |
| 福井県        | 福井テレビ (FTB)                              | フジテレビ系列                               |
| 近畿広域圏    | 関西テレビ (KTV)                              | フジテレビ系列                               |
| 鳥取県 島根県 | 山陰中央テレビ (TSK)                          | フジテレビ系列                               |
| 岡山県 香川県 | 岡山放送 (OHK)                                | フジテレビ系列                               |
| 広島県        | テレビ新広島 (TSS)                            | フジテレビ系列                               |
| 愛媛県        | テレビ愛媛 (EBC)                              | フジテレビ系列                               |
| 高知県        | 高知放送（RKC）                               | 日本テレビ系列                               |
| 福岡県        | テレビ西日本 (TNC)                            | フジテレビ系列                               |
| 佐賀県        | サガテレビ (STS)                              | フジテレビ系列                               |
| 長崎県        | テレビ長崎 (KTN)                              | フジテレビ系列                               |
| 熊本県        | テレビくまもと (TKU)                          | フジテレビ系列                               |
| 宮崎県        | テレビ宮崎 (UMK)                              | フジテレビ系列 日本テレビ系列 テレビ朝日系列 |
| 鹿児島県      | 鹿児島テレビ (KTS)                            | フジテレビ系列                               |
| 沖縄県        | 沖縄テレビ (OTV)                              | フジテレビ系列                               |

## スタッフ
- 構成：伊藤正宏、御影屋聖（高須光聖）、鈴木工務店、渡辺・プロ（渡辺真也）、BI-SUZUKI→すますま-すずき（鈴木おさむ）、元祖爆笑王
- SW：藤本敏行
- カメラ：長瀬正人、辻稔
- VE：塚本修
- 音声：石井俊二
- 照明：渡辺啓史、安藤雄郎
- 音響効果：笠松広司（O.C.B.）
- 編集：中根敏晶（パッチワーク）
- MA：円城寺暁（IMAGICA）
- TK：山口美香
- 美術制作：須藤康弘
- デザイン：桐山三千代
- 美術進行：石川利久
- 大道具：毛利彰
- アクリル装飾：早川崇
- 視覚効果：山ノ内健
- 装飾：中沢正英
- 電飾：林将大
- 衣装：神波憲人
- 持道具：土屋洋子
- かつら：川北恭代
- メイク：春山輝江
- アートフレーム：佐藤信広
- CG：岩下みどり
- 編成：吉田正樹
- 広報：加藤麻衣子
- ナレーション：木村匡也
- 技術協力：ニユーテレス
- ロケ技術：スウィッシュ・ジャパン
- 制作協力：BEE BRAIN
- 制作スタッフ：中村肇（前期ではAP）
- AP：櫟本憲勝（後期）
- ディレクター：戸渡和孝
- 監督：片岡飛鳥
- プロデューサー：鈴木恵悟 → 小西康弘
- 制作：フジテレビ第二制作部
- 制作著作：フジテレビ

## 関連書籍
- めちゃ2モテたいッ! めちゃモテBOOK （1996年3月発売、フジテレビ出版、ISBN 4-594-01945-5）
- めちゃイケpM8編集プロジェクト（監修・片岡飛鳥）『めちゃイケ大百科事典』フジテレビ出版、2001年（ISBN 4-594-03074-2）